# تيسير نايفة
تيسير حسن أحمد نايفة (ولد في 6 أكتوبر 1951 – توفي في 1 يونيو 2022)، عالم وبروفيسور ومخترع فلسطيني، من أسرة من مدينة طولكرم الفلسطينية، وهو صاحب مجموعة من الاختراعات المسجلة رسميًا باسمه، وحاصل على عدة جوائز وتكريمات علمية، ويحمل الجنسية الأمريكية، وهو شقيق العلماء علي نايفة ومنير نايفة وعدنان نايفة.

## سيرته
وُلد تيسير حسن أحمد نايفة في مدينة طولكرم بتاريخ 6 أكتوبر 1951، وفي عام 1969 غادر إلى الولايات المتحدة الأمريكية، فأكمل عام 1970 تعليمه الثانوي هناك، ثم عمل في مجال الصناعة إلى أن التحق عام 1974 بجامعة فيرجينيا التقنية.
حصل عام 1987 على درجة البكالوريوس في الفيزياء، كما حصل على درجة الماجستير عام 1989، ونال في أغسطس 1993 درجة الدكتوراه في الهندسة الصناعية وهندسة الأنظمة من جامعة فيرجينيا التقنية.
حصل عام 1980 على الجنسية الأمريكية، وعمل منذ عام 1980 وحتى عام 1989 في مواقع ومناصب مختلفة في شركة شلمبرجير العالمية. في عام 1993 باشر العمل كأستاذ مساعد للهندسة الصناعية في جامعة كليفلاند.

## حياته الشخصية
نشأ العالم تيسير نايفة في كنف أسرة عُرفت بالعلم؛ فهو شقيق كل من: العالم علي نايفة، والعالم منير نايفة، والعالم عدنان نايفة.

## مؤلفاته
من أبرز مؤلفاته:
- Multi-signal Processing for Voice Recognition in Noisy Environments، عام 1991.[8]
- A Direct On-line Ultrasonic Sensing Method to Determine Tool and Process Conditions During Turning Operations، عام 1993.[9]

## أبرز اختراعاته
يحمل العالم تيسير نايفة العديد من براءات الاختراع الهامة والمسجلة رسميًا باسمه، ومن أهم هذه الاختراعات:
| اسم براءة الاختراع                                                                          | سنة البراءة | رقم البراءة | مرجع   |
| ------------------------------------------------------------------------------------------- | ----------- | ----------- | ------ |
| Methods for the development of commercial scale nano-engineered ultraconductive copper wire | 2019        | 10173253    | [ 10 ] |
| Nano-engineered ultra-conductive nanocomposite copper wire                                  | 2012        | 20120152480 | [ 10 ] |
| Laser generated synthetic mega scale aperture for solar energy concentration and harnessing | 2011        | 7986860     | [ 10 ] |
| High strength composite materials and related processes                                     | 2010        | 20100203351 | [ 10 ] |
| Methods for the development of commercial scale nano-engineered ultraconductive copper wire | 2016        | 20160151817 | [ 10 ] |
| Laser generated synthetic mega scale aperture for solar energy concentration and harnessing | 2009        | 20090171477 | [ 10 ] |
| High intensity laser power beaming receiver for space and terrestrial applications          | 2008        | 20080245930 | [ 10 ] |
| Nano-engineered ultra-conductive nanocomposite copper wire                                  | 2013        | 8347944     | [ 10 ] |

## جوائز
حاز العالم تيسير نايفة على مجموعة من الجوائز والتكريمات، من أبرزها:
- جائزة المديرين العامين من شلمبرجير، عام 1986، تقديرًا لحلوله للعديد من المشاكل الهندسية.[3]
- جائزة اتحاد المواد المحسّنة بالنانو كربون والرابطة الدولية للنحاس (ICA).[11]
- جائزة "Trailblazer in Copper Technology، في 3 يونيو 2014، من منظمة تطوير النحاس (CDA)، وذلك تقديرًا لنظرياته وأبحاثه التي أحدثت "ثورة علمية" بخصوص تقنية النحاس فائق التوصيل.[11]

## وفاته
تُوفي تيسير نايفة في مدينة كليفلاند بولاية أوهايو في الولايات المتحدة الأمريكية بتاريخ 1 يونيو 2022، عن عمرٍ بلغ 70 عامًا وثمانية أشهر.

## روابط خارجية
- «علماء عرب مجهولون»، صحيفة المدى العراقية.